# Israel in Egypt
Israel in Egypt (HWV 54) ist ein Oratorium in drei Teilen von Georg Friedrich Händel mit einem Libretto, welches vermutlich von Charles Jennens stammt. Die Uraufführung fand am 4. April 1739 im King’s Theatre am Haymarket in London statt.

## Entstehung
Die Komposition von Israel in Egypt fällt in eine Zeit der Neuorientierung Händels. Bis 1733 war er mit seiner Royal Academy of Music der einzige Anbieter italienischer Opern in London gewesen. Aber seit die Operngesellschaft „Opera of the Nobility“ („Adelsoper“) Händel seit 1734 Konkurrenz machte, ihm sein Theater abspenstig gemacht und seine besten Sänger abgeworben hatte, war sein Opernunternehmen sowohl künstlerisch als auch geschäftlich in schwerem Fahrwasser unterwegs. Dennoch schrieb er in den folgenden Jahren einige herausragende neue Opern, entwickelte aber gleichzeitig die von ihm mit Esther (1732) „erfundene“ Gattung des englischsprachigen Oratoriums weiter und ließ noch 1733 zwei weitere geistliche Dramen mit englischem Text folgen, die in der gleichen Form, konzertant auf der Opernbühne, aufgeführt wurden: Deborah  und  Athalia, beide ebenso wie sein Erstling mit biblischen Stoffen aus dem Alten Testament.
Trotz seiner Hartnäckigkeit, an seinem geliebten Genre, der Opera seria, festzuhalten, führte Händel seine Experimente mit dem Oratorium in den schwierigen Jahren parallel weiter fort, indem er Esther 1733, 1735, 1736 und 1737, Deborah 1734, 1735 und Athalia 1735 erneut auf die Bühne brachte, nicht ohne jedes Mal Änderungen an den Stücken vorzunehmen, um einerseits auf die geänderte Sängerbesetzung zu reagieren, aber andererseits weiter zu erproben, wie das Oratorium sich weiterentwickeln ließe. 1737 führte er gar ein Werk unter dem Namen Mr. Handel’s Oratorio bzw. An Oratorio auf, welches eine Zusammenstellung aus Sätzen aller drei Oratorien und seiner Anthems und italienischen Kantaten war.
Als Händel die Saison 1738/39 wegen fehlender Nachfrage des Opern-Abonnements absagen musste, war endgültig der Zeitpunkt gekommen, über Alternativen nachzudenken. Und so begann er Mitte Juli 1738 mit Saul, seinem vierten Oratorium in englischer Sprache. Entgegen seiner sonstigen Praxis schrieb Händel das Werk aber nicht in einem Schwung von Anfang bis Ende nieder, sondern legte die Partitur zwischendurch zur Seite, um es doch noch mal mit einer Oper zu probieren: Imeneo. Als er den Saul am 27. September dann doch fertig hatte, vergingen nur vier Tage, bis er mit Israel in Egypt begann. Er fing nicht von vorne an, sondern die untypische unstete Arbeitsweise setzte sich fort und er begann zunächst mit dem letzten Teil, den er Moses Song nannte, mit dem Lied am Schilfmeer als Textvorlage. Am Anfang notierte er in die Partitur: „Moses Song. Exodus chap. 15 angefangen Octr 1. 1738“ und am Schluss: „Fine. Octobr 11. 1738“. Nach zehn Tagen Arbeit war Händel mit diesem Teil also fertig. Aus seinem Autograph geht nicht hervor, ob er diesen Akt vielleicht als Teil eines größeren Oratoriums plante, andererseits wäre er als eigenständiges Werk zu kurz. Hans Joachim Marx vermutet, dass Händel zuerst Moses Song komponiert hatte, ohne das Konzept eines dreiteiligen Oratoriums zu haben, da aus seinen Eintragungen nicht hervorgeht, dass es sich um einen dritten Teil handeln solle. Das würde auch den Beginn dieser Arbeit mit Moses Song erklären. Danach komponierte Händel den zweiten, Exodus überschriebenen Akt. Seine Eintragungen lauten: „Act ye 2d / 15 Octobr 1738“ und am Schluss des Teiles: „Fine della Parte 2da d'Exodus / Octobr 20. 1738“ sowie das Datum „Octobr 28“, welches sich nicht ganz leicht erklärt: es könnte die Fertigstellung von Exodus nach dem „Ausfüllen“ der Partitur meinen. Eine zusätzliche Datumsnotiz am Ende von Moses Song meint wohl, dass auch dieser Teil nun „ausgefüllt“ war und/oder die Einbeziehung des ehemaligen Funeral Anthems (erster Teil) abgeschlossen wurde: „den 1. Novembr völlig geendiget“.
Zunächst musste Händel aber den Saul proben und herausbringen. Dafür besorgte er sich die tiefsten in London damals verfügbaren Kessel-Pauken aus dem Tower. Diese Pauken sollen schon 1709 unter dem Herzog von Marlborough in der Schlacht bei Malplaquet zum Einsatz gekommen sein. Sie sollten nun auch noch für Israel in Egypt Verwendung finden: Die Uraufführung fand am 4. April 1739 im King’s Theatre am Londoner Haymarket statt. Zwischen den Akten wurde wohl unter anderem das Orgelkonzert F-Dur (HWV 295) gespielt, welches Händel zwei Tage vorher fertiggestellt hatte und das heute unter dem Namen The Cuckoo and the Nightingale bekannt ist.
Die Solisten der Uraufführung waren:
- Élisabeth Duparc, genannt „La Francesina“ (Sopran)
- Master[4] Turner Robinson (Knabensopran)
- William Savage (Altus)
- John Beard (Tenor)
- Henry Theodore Reinhold (Bass)
- Gustavus Waltz (Bass)

## Aufführungsgeschichte
Die Uraufführung von Israel in Egypt war kein großer Erfolg, was wohl einerseits am biblischen Text, der nach Meinung insbesondere des Bischofs von London, Edmund Gibson, auf dem Theater nichts zu suchen hatte, andererseits am relativen Mangel an Sologesängen lag. Händel wollte trotzdem eine Wiederholung des Oratoriums versuchen, fügte dazu ein paar Arien für die Francesina aus Esther und Athalia ein und strich einige Chöre. Die zweite Vorstellung fand dann am 11. April „mit den beiden neuesten Orgelkonzerten“ statt. Zwei Tage später wirbt ein anonymer Leser in einem Beitrag für eine weitere Vorstellung:

“Upon my Arrival in Town three Days ago, I was not a little surpriz’d, to find that Mr. Handel’s last Oratorio, (Israel in Egypt) which had been performed but once, was advertis’d to be for the last time on Wednesday. I was almost tempted to think that his Genius had fail’d him, but must own myself agreeable disappointed. I was not only pleas’d, but also affected by it, for I never yet met with any Musical Performance, in which the Words and Sentiments were so thoroughly studied, and so clearly understood; […] I was indeed concern’d, that so excellent a Work of so great a Genius was neglected, for tho’ it was a Polite and attentive Audience, it was not large enough I doubt to encourage him in any future Attempt. As I should be extreamely sorry to be depriv’d of hearing this again, and found many of the Auditors in the same Disposition; yet being afraid Mr. Handel will not undertake it without some Publick Encouragement, because he may think himself precluded by his Advertisement, (that it was to be the last time) I must beg leave, by your means, to convey not only my own, but the Desires of several others, that he will perform this again some time next Week.”

„Als ich vor drei Tagen in die Stadt kam, war ich nicht wenig überrascht zu erfahren, dass Herr Händels letztes Oratorium, Israel in Egypt, welches nur einmal lief, für Mittwoch schon zum letzten Mal angekündigt war. Ich hätte fast geglaubt, dass sein Genie versagt hatte, musste mich aber eines Besseren belehren lassen. Ich war nicht nur erfreut, sondern auch berührt, denn ich habe noch nie eine musikalische Aufführung erlebt, bei der die Worte und die Affekte so genau einstudiert und so deutlich zu verstehen waren; Ich war in der Tat darüber besorgt, dass ein so hervorragendes Werk eines so großen Genies vernachlässigt werden könnte, denn obwohl das Publikum höflich und aufmerksam war, war es, glaube ich, nicht zahlreich genug, um ihn zu weiteren Vorstellungen zu ermutigen. Es täte mir äußerst leid, dies nicht noch einmal hören zu können und fand viele der Zuhörer mit der gleichen Empfindung vor. Da ich jedoch befürchte, dass es Herr Händel ohne öffentliche Ermutigung nicht nochmals unternehmen wird, weil er sich auch durch seine Ankündigung, dass es das letzte Mal sein würde, daran gehindert fühlen könnte, muss ich um die Erlaubnis bitten, mir auf diesem Wege nicht nur meinen eigenen Wunsch, sondern auch den mehrerer anderer mitzuteilen, dass er irgendwann nächste Woche nochmal eine Aufführung ansetzen möge.“

Tatsächlich wurde das Stück am 17. April in Anwesenheit des Prinzen und der Prinzessin von Wales mit den Änderungen der zweiten Vorstellung ein drittes Mal gespielt.
Schon im Mai 1739 führte die „Academy of Ancient Music“ des Johann Christoph Pepusch Israel in Egypt in einer zweiteiligen Fassung ohne Händels Beteiligung in der Crown & Anchor Tavern (Strand) auf. Die beiden Teile waren „Moses Song“ und das Funeral Anthem für Königin Caroline.
In der folgenden Saison spielte Händel das Stück nur einmal am 1. April 1740 im Lincoln's Inn Fields Theatre. Danach setzte er es erst wieder 1756 auf den Spielplan seiner Abo-Reihe. Er veränderte aber den ersten Teil komplett, indem er das Funeral Anthem strich und durch einen Gott lobenden Teil aus Sätzen seines Occasional Oratorio, Solomon und Esther ersetzte. Von dieser Fassung gab es insgesamt vier Aufführungen im Covent Garden Theatre, zwei in 1756 und je eine in 1757 und 1758. Etwa 1743 wurde es in Oxford und 1744/45 in Dublin gespielt.
Bis zu Händels Tod 1759 erlebte das Oratorium also insgesamt elf Aufführungen, davon acht unter Händels Leitung. Bei den letzten beiden Aufführungen in London mag ihm sein Adlatus Johann Christoph Schmidt der Jüngere assistiert haben, denn Händel war schon vollständig erblindet. Es bleibt festzuhalten, dass Händel das Werk immer in dreiteiliger Form aufführte, also niemals nur aus den Teilen „Exodus“ und „Moses Song“ bestehend, wie man es heutzutage oft hört. Jedoch setzte sich die zweiteilige Fassung recht früh nach seinem Ableben durch. Das betraf die meisten der Londoner Aufführungen in den Jahren 1765–1767, 1769, 1771, 1777, 1786 und 1791. Auch der frühe Druck von William Randall (1771) übernahm diese gekürzte Version. Die letztgenannte Aufführung hat Joseph Haydn unter Thomas Linley und Samuel Arnold im Drury Lane Theatre erlebt, die ihn tief beeindruckt haben soll.
Im 19. Jahrhundert ist Israel in Egypt wohl zuerst am 8. Dezember 1831 in einer gekürzten und ins Deutsche übersetzten Fassung in der Sing-Akademie zu Berlin gespielt worden.
Felix Mendelssohn Bartholdy brachte das Werk als großer Verehrer Händels und der „alten Musik“ 1833 zweimal in Düsseldorf zur Aufführung, zuerst am 26. Mai beim Niederrheinischen Musikfest. Zuvor hatte er bei einer Konzertreise nach London die Gelegenheit genutzt, im Buckingham-Palast Händels Autographe einzusehen. Dabei hatte er zu seiner großen Freude auch die Partitur von Israel in Egypt entdeckt. Die Ergebnisse dieses Quellenstudiums fanden Eingang in seine Aufführungen des Oratoriums, welches er insgesamt fünfmal dirigierte. Die Düsseldorfer Aufführungen hatten eine Version zur Grundlage, die der Situation des Konzertsaals geschuldet war. Die fehlende Orgel wurde durch zusätzliche Bläserstimmen ersetzt, die damals als zweiteilige Werkstruktur bekannte Partitur wurde durch Einschübe aus anderen Werken Händels oder diesem Oratorium zugeschriebene Rezitative ergänzt. Mendelssohns „Trompeten-Ouvertüre“ op. 101 wurde dem Werk vorangestellt. Weitere Konzerte mit diesem deutschen Israel in Ägypten unter Mendelssohns Leitung konnte man 1836 und 1854 in der Paulinerkirche in Leipzig mit über 200 Chorsängern und 1844 in Berlin hören. Eine weitere Bearbeitung des Stückes besorgte Ignaz Franz von Mosel in Wien. Diese Fassung war im März 1836 im Redoutensaal der Hofburg zu erleben. Ferner erklangen deutschsprachige Bearbeitungen des Werkes 1842 und 1850 wieder in Düsseldorf (zuletzt unter der Leitung Robert Schumanns), Königsberg (1844, 1853), Breslau (1849), Aachen (1854), Rotterdam (1854, unter Franz Liszt), Prag (1855) und Halle an der Saale (1859).

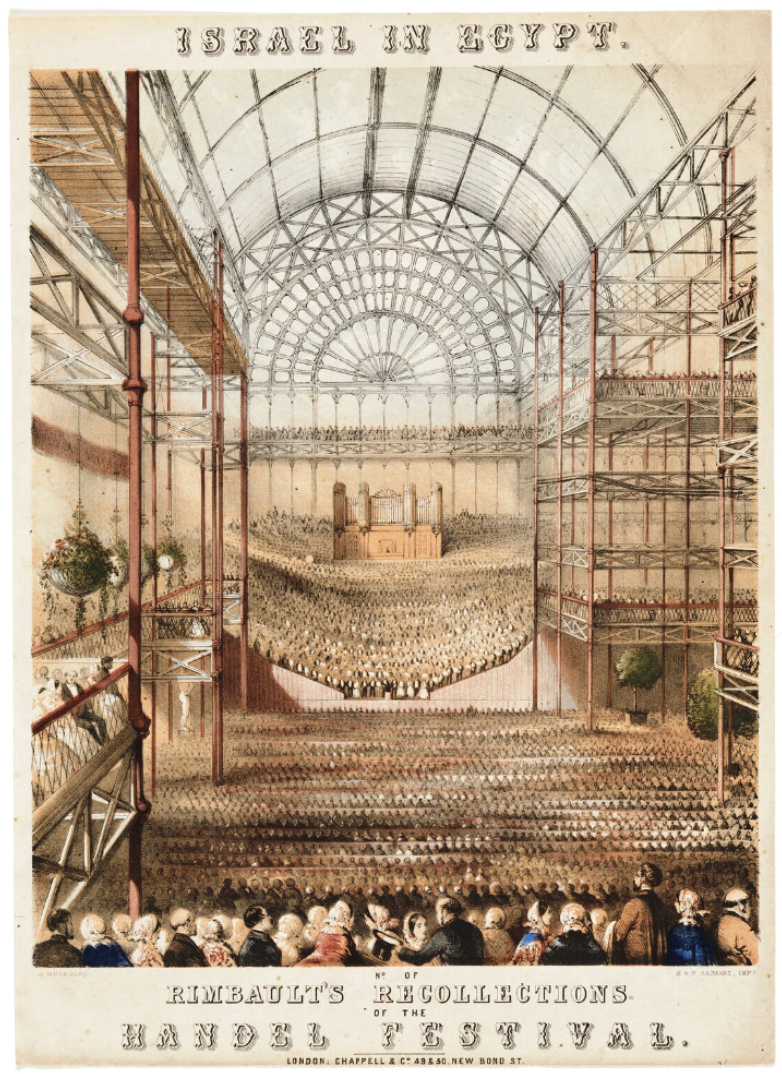
Händel-Festival 1859 im Kristallpalast mit über 3000 Mitwirkenden
von John Brandard, London 1859

Im England des 19. Jahrhunderts war das Oratorium sehr beliebt. Bei der Aufführung in der Town Hall von Birmingham im Jahre 1840 spielte Felix Mendelssohn Bartholdy in der Pause zwischen den beiden Teilen Orgelwerke von Johann Sebastian Bach, und 1859 hörte Clara Schumann das Oratoriums in der Exeter Hall in London. Jenseits des Atlantiks wurde Israel in Egypt mehrfach aufgeführt, so 1842 und 1882 in New York City, 1851 und 1859 in Boston, 1877 in Chicago und 1881 in St. Louis. Bei den großen Händel-Festspielen, die in der zweiten Hälfte des 19. Jahrhunderts im gigantischen Londoner Crystal Palace unter Leitung des Dirigenten August Manns stattfanden, wurde gewöhnlich Händels Messias am ersten und Israel in Ägypten am letzten Tag gespielt. Die Aufführung des letzteren am 24. Juni 1859 im Kristallpalast anlässlich des 100. Todestages Händels geriet zu einem ebenso gigantischen Event, nahmen doch 2765 Sängern und 460 Instrumentalisten an dieser Aufführung teil. Seitdem gehört das Stück zum ständigen Repertoire der Chorfeste in England und Deutschland und in der Folge sind weitere Aufführungen für Prag (1860, 1883), Köln (1865), Königsberg (1868), Danzig (1869), Posen (1880), St. Petersburg (1883), Ratibor (1884, 1897), Wien (1870), München (1880), Moskau (1886) und Basel (1887) dokumentiert.
Auch 1888, am 29. Juni, wurde am Schluss des Händel-Festivals im Crystal Palace in London Israel in Egypt aufgeführt. Hierbei nahm Edisons Agent in London, Colonel George E. Gouraud, einige Ausschnitte mit Edisons neuem verbessertem Wachswalzen-Phonographen auf. Davon existieren heute noch drei bespielte Wachswalzen, bei denen es sich um die erste erhaltene Musikaufnahme in Großbritannien überhaupt handelt.
Aus dem 20. Jahrhundert sind Darbietungen des Oratoriums in Berlin (um 1900), Breslau (1913), Budapest (1926/27) und Prag (1926/27) in den Chroniken verzeichnet. In der Zeit des Nationalsozialismus und der Judenverfolgung führte es Kurt Singer und der Jüdische Kulturbund 1936/37 in der Berliner Synagoge auf. Nach seiner Deportation ins KZ Theresienstadt versuchte er dort noch 1943, eine Aufführung von Israel in Egypt zu initiieren, was nicht gelang. Zudem gab es mehrere Versuche, das Werk im Sinne der gleichgeschalteten Kulturpolitik der Nazi-Führung zu „entjuden“: so wurde es von Johannes Klöcking mehrmals umtextiert und sollte unter den Titeln Mongolensturm oder Opfersieg von Walstatt u. a. in Hamburg aufgeführt werden.
Seit 1945 wird das Oratorium auch immer öfter in der ursprünglichen, dreiteiligen Fassung der Uraufführung oder der ebenfalls dreiteiligen Fassung von 1756 gespielt. Der englische Dirigent John Eliot Gardiner war der erste, der mit seinem Monteverdi Chorus und dem Monteverdi Orchestra das Werk 1978 in seiner vollständigen Fassung auf Schallplatte aufnahm.
Von den beispielhaften dreiaktigen Aufführungen sei die Produktion von 1987 beim Maryland Handel Festival mit dem University of Maryland Chorus und dem Smithsonian Concerto Grosso unter der Leitung von Paul Traver erwähnt. Das Festival präsentierte außer dem Oratorium selbst auch Werke derjenigen Komponisten, die Händel in Israel in Egypt als Vorlagen dienten, wie z. B. Musik von Alessandro Stradella und Dionigi Erba.
Vom 8. bis 10. Juni 2000 gab es drei Konzerte in der Georg-Friedrich-Händel-Halle in Halle, der Berliner Philharmonie sowie der Stadthalle Göttingen. Der RIAS-Kammerchor und die Akademie für Alte Musik Berlin unter der Leitung vom Marcus Creed präsentierten die dreiteilige Fassung des Oratoriums von 1756. In den beiden Pausen zwischen den Akten wurden im Foyer die Orgelkonzerte HWV 295 (F-Dur) und HWV 296a (A-Dur) gespielt.
Die dreiteilige Form von Israel in Egypt scheint sich gegenüber der zweiteiligen auch bei den Tonträger-Einspielungen nun immer mehr durchzusetzen.

## Libretto
Händel stellte das formal und inhaltlich ziemlich heterogene Textbuch im Spätsommer 1738 möglicherweise mit Hilfe des Mäzens und Librettisten Charles Jennens, mit dem er wenige Wochen zuvor am Saul erstmals zusammengearbeitet hatte, zusammen. Es besteht ausschließlich aus Bibelzitaten. Man kann Jennens deshalb als Textberater vermuten, da dieser später beim Libretto für den Messiah (1741) auf ähnliche Weise vorging. Die Bruchstücke des Textes von Israel in Egypt, welche unverändert übernommen wurden, stammen aus dem Alten Testament, speziell aus der englischen King-James-Bibel, welche seit 1611 die Standardbibel der anglikanischen Kirche war. Diese Stellen findet man im Zweiten Buch Mose sowie in den Psalmen 78, 105 und 106.
Das bereits ein knappes Jahr zuvor entstandene Funeral Anthem The ways of Zion do mourn (HWV 264) auf den Tod der Königin Caroline, was von Händel auserkoren wurde, den ersten Teil von Israel in Egypt zu bilden, hatte einen vom Subdekan von Westminster Abbey Edward Willes zusammengestellten Text aus dem „Book of Common Prayer“, dem seit 1662 gültigen Gebetbuch der englischen Kirche. Diese Bibelzitate mussten jetzt nur an die gewählten Texte der beiden weiteren Teile sprachlich angeglichen werden. Das dafür wohl auch Jennens verantwortlich war, kann man seinem Brief vom 10. Juli 1741 entnehmen, der darauf Bezug nimmt, dass er außer dem Messiah noch ein weiteres Werk aus Bibelstellen für Händel verfertigt hatte, was nur Israel in Egypt sein kann.

## Handlung
Vorgeschichte: Eine Hungersnot hatte die Israeliten aus ihrem gelobten Land (Kanaan) die Fluchte ergreifen lassen. Sie flohen nach Ägypten, wo sie Hilfe und eine zweite Heimat fanden. Josef, der Sohn ihres Erzvaters Jakob, stieg zum Günstling des Pharao auf und sorgte dafür, dass die Israeliten in Geborgenheit leben konnten. Dass der Gott der Israeliten, Jahwe, seinem Volk ein Land versprochen hat, macht den autochthonen Ägyptern jedoch Angst. So ziehen düstere Wolken über dem Volk Jakobs herauf.

### Erster Teil: Die Klage der Israeliten über den Tod Josefs

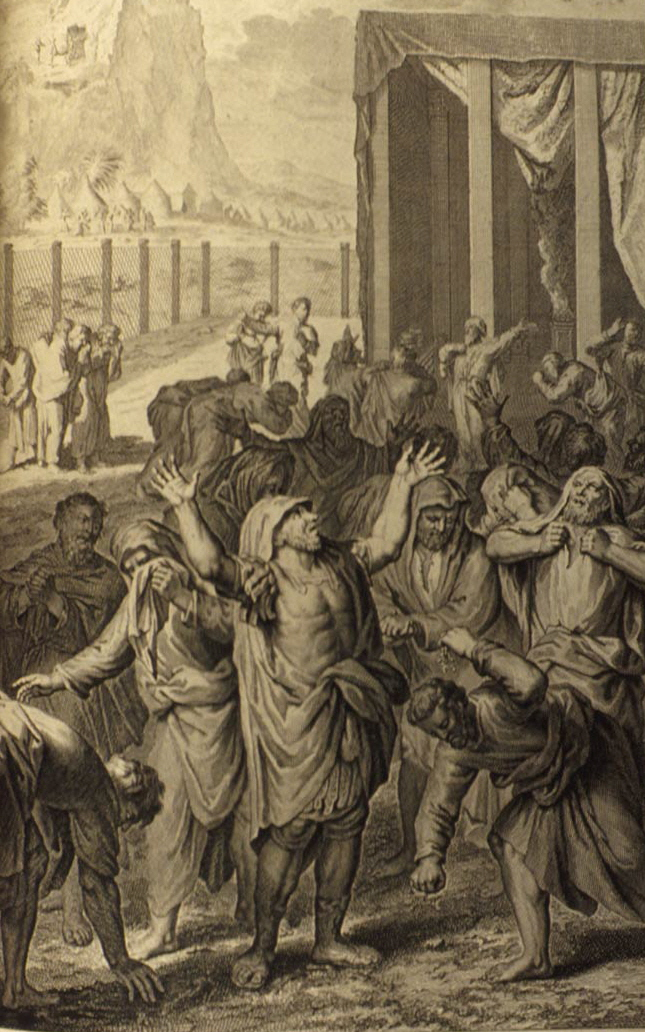
Israel trauert, Illustration aus einer Bibel
von Gerard Hoet, Den Haag 1728

Das israelische Volk beklagt den Tod Josefs, Jakobs Sohn. Josef war Ratgeber Israels und als Verwalter des Potifar, einem der Beamten des Pharaos, auch ein einflussreicher Günstlings des ägyptischen Königs.

### Zweiter Teil: Exodus – Der Auszug aus Ägypten

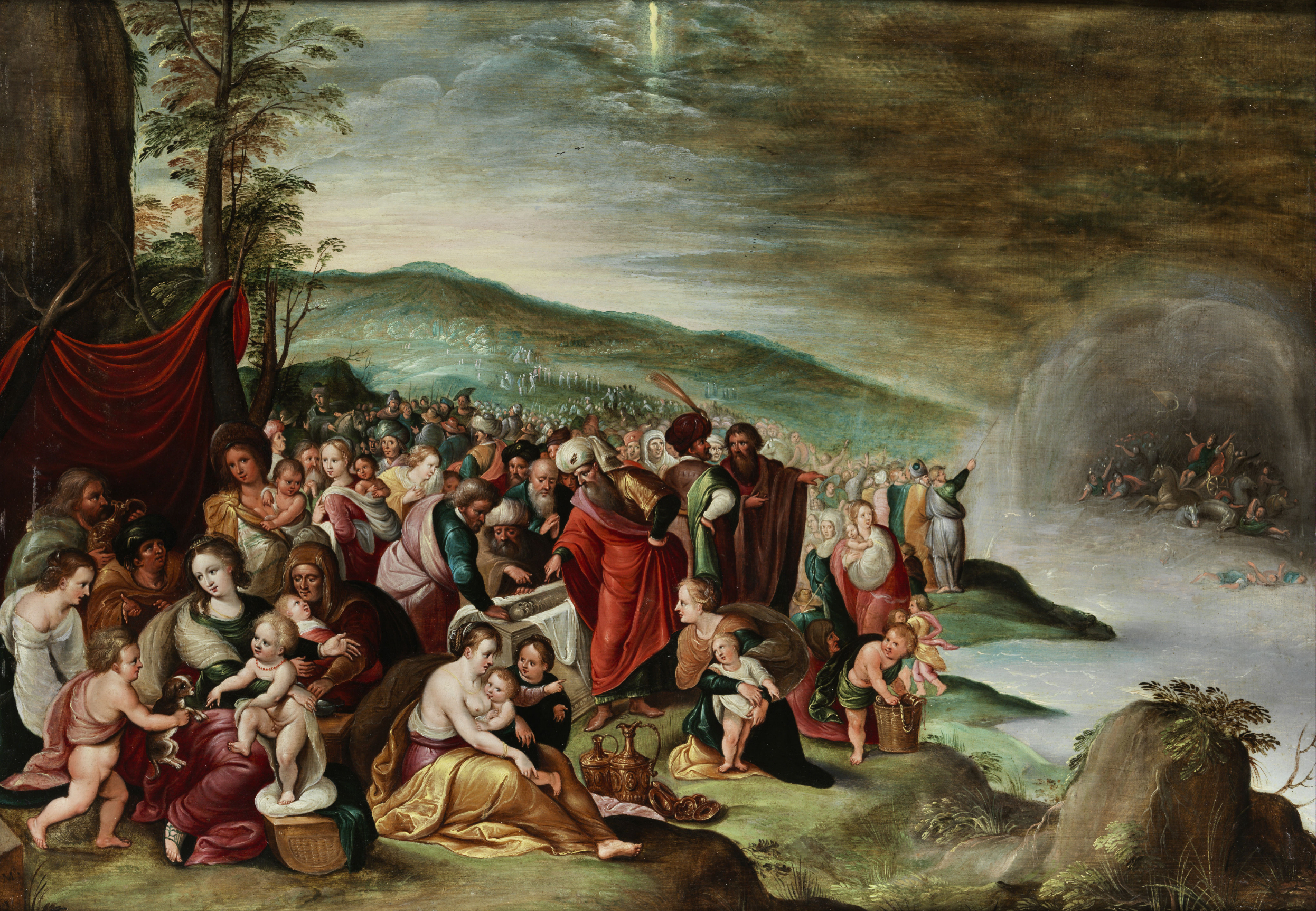
Mose überquert das Rote Meer
von Vincent Malo, Antwerpen 1631

Nach Josefs Tod kommt ein neuer König in Ägypten an die Macht, der dem Volk Israel nicht wohlgesonnen ist und es in harter Knechtschaft hält. Das israelitische Volk fleht zu Gott und bittet um Errettung. Von den Klagen bewegt, erwählt Gott Mose und Aaron, um sein auserwähltes Volk aus der Sklaverei zu führen. Um den Pharao zu bewegen, die Israeliten aus Ägypten ausziehen zu lassen, schickt Gott Zehn Plagen über deren Land: Flüsse verwandeln sich in Ströme von Blut, eine Froschplage breitet sich aus, Menschen und Tiere werden von vielerlei Ungeziefer geplagt, Pest und Viehseuchen brechen aus, Menschen und Tiere bekommen Geschwüre, eine Heuschreckenplage vernichtet die ganze Ernte, Stechmücken und Fliegen fallen in Massen über sie her, Hagelstürme und Feuersbrünste verwüsten das Land und eine schreckliche Finsternis senkt sich für drei Tage herab. Schließlich sterben alle erstgeborenen Söhne der Ägypter. Da ist der Pharao zunächst einverstanden, die Israeliten ziehen zu lassen, ändert jedoch später seine Meinung und lässt sie verfolgen. Das Volk Israel wird jedoch vom Herrn beschützt, der ihm auf wundersame Weise einen trockenen Weg durch das Rote Meer eröffnet. Als die ägyptischen Verfolger auf dem gleichen Weg die Verfolgung aufnehmen, schließt sich das Meer wieder und Pharaos Streitmacht wird von den Wellen verschlungen. Da erkennt das ganze Volk Israel die Macht des Herrn und es feiert seine Befreiung.

### Dritter Teil: Das Lied Moses

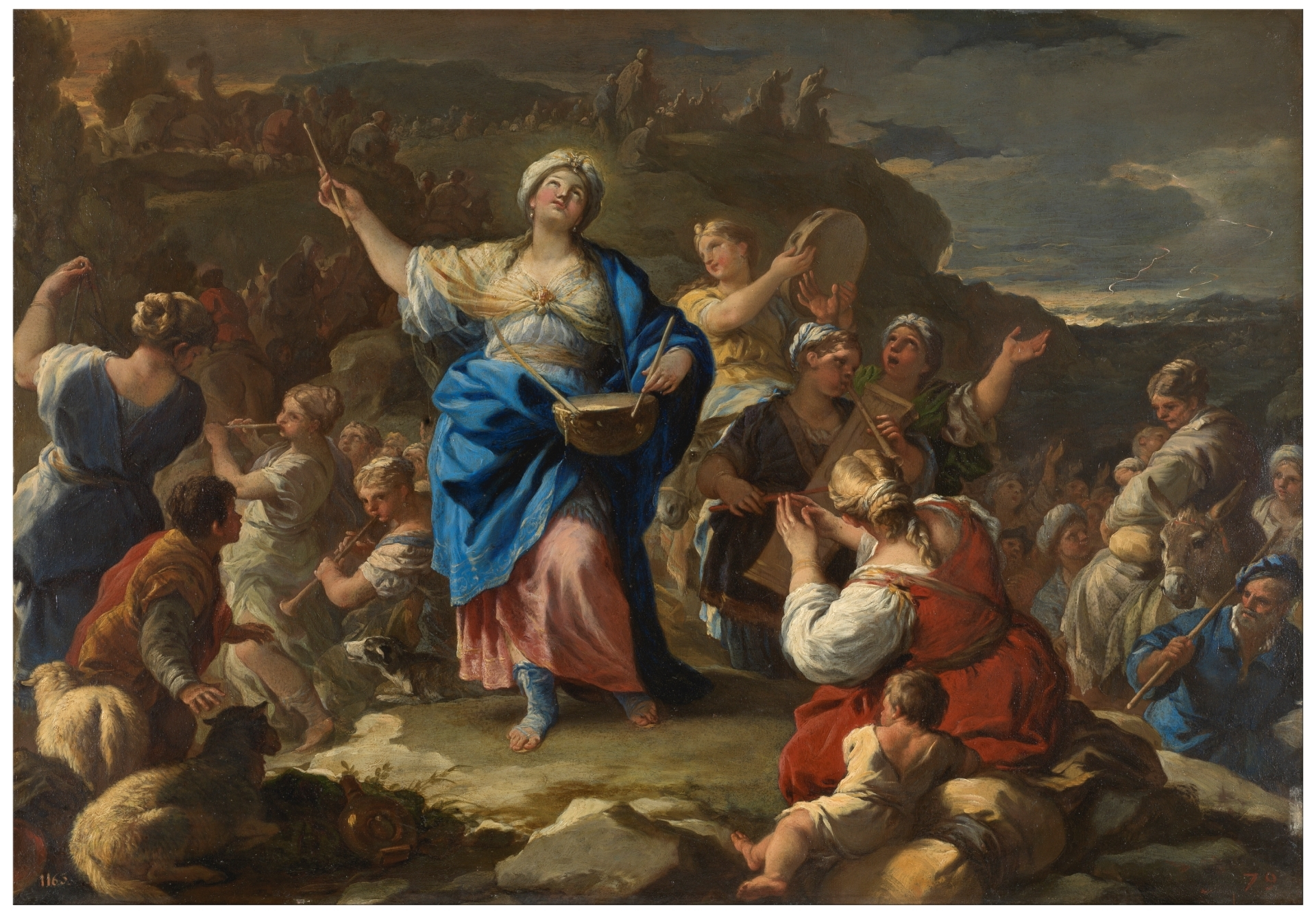
Das Lied der Prophetin Mirjam
von Luca Giordano, Neapel, ca. 1687

Mose und die Israeliten erinnern sich gemeinsam an den Auszug aus Ägypten und preisen die Stärke und die Wundertaten Gottes. Er hat sein Volk aus der Knechtschaft erlöst und alle seine Feinde besiegt. Die Prophetin Mirjam, die Schwester von Mose und Aaron, erqreift ein Tamburin und stimmt mit den Israelitinnen das Lob Gottes an: „Singt dem Herrn, denn er hat ruhmreich triumphiert: Ross und Reiter hat er ins Meer gestürzt.“

## Musik
Israel in Egypt ist das am meisten vom Chor dominierte Oratorium Georg Friedrich Händels. Soloarien kommen nur spärlich vor: eine im zweiten Teil sowie drei Arien und drei Duette im dritten Teil. Die Faktur der einzelnen Chöre ist relativ einfach, die Erwartungen an den Hörer „sprengen“ jedoch „das Maß des Gewohnten“, da das kontrastreiche Verhältnis in der Kette der Nummern jedem Chor „seinen Platz im Kontext“ zuweist. Der klagende Charakter des ersten Teils hebt sich deutlich vom dramatischen des zweiten und preisenden des dritten Teils ab. Während der Klagegesang für Josef nur einen vierstimmigen Chor und mit zwei Oboen, Fagott und Streichern eine bescheidene Orchesterbesetzung verlangt, wird in den anderen beiden Teilen mehr geboten, als in dieser Zeit üblich war: neben der vorherrschenden Achtstimmigkeit im Chor spielt das große, besonders durch die Blechbläser mit zwei Trompeten, drei Posaunen und den extra großen Kesselpauken aus dem Tower erweiterte Orchester eine herausragende Rolle.
Noch zu Händels Lebzeiten wurde die illustrative Kraft der Darstellung der Zehn Plagen, die Gott den Ägyptern schickte, bewundert. Diese Wirkung geht insbesondere davon aus, dass Händel die stilistischen Möglichkeiten der Zeit nicht nur nutzt, sondern sie auch erweitert, wie z. B. im Rezitativ für den Chor He sent a thick darkness over all the land (Nr. 6), der harmonisch so geführt ist, dass die Orientierungslosigkeit der ägyptischen Streitmacht deutlich zu hören ist. Hier erscheint der Chor in „fast statischem Satz“, der dann in Fragmente mit rezitativischem Duktus zerfällt. Oder wenn Händel die Klangfarben der Instrumente wie im berühmten Fliegen- und Heuschreckenchor (Nr. 4, He spake the word: And there came all manner of flies) lautmalerisch durch Streicherfiguren so einsetzt, dass das Summen der Insekten geschildert wird und ein solches „Hörbild“ auf einer Bühne kaum darstellbar wäre. Auch der Hagel- und Feuer-Chor (Nr. 5, He gave them hailstones for rain) ist mit seinen blitzenden Streicherkaskaden und den donnernd hereinbrechenden Blechbläserakkorden mit den riesigen Pauken besonders beeindruckend. Hier lösen sich aus fanfarenartiger Textdeklamation Motive, die sich auf ein befehlsartiges „fire!“ reduzieren, worauf im Orchester das Metrum durcheinandergerät.
Gegenüber dieser Dramaturgie der Vielfalt und des Kontrasts bildet dann der dritte Teil einen gleichbleibenden Affekt, „der vielfach umspielt und immer neu gestaltet wird.“ Er behält die Pracht der Instrumentation und der Achtstimmigkeit im Chor bei. Man könnte ihn als ein Anthem zum Lobpreis Gottes betrachten, in dem sich Sologesänge und Chöre abwechseln.
Da alle Arien bis auf eine im dritten Teil angesiedelt sind, ergibt sich ein deutliches Ungleichgewicht zwischen dem zweiten und dritten Teil, denn letzterer, der zuerst komponiert worden war, hat eher den Charakter einer unabhängigen Kompositionen. Dieser wirkt aber am Ende in sich geschlossen, wenn I will sing unto the Lord (Nr. 15, ab Takt 28) am Schluss (Nr. 28, ab Takt 23) wiederholt wird und diesen Teil praktisch „einrahmt“. Dennoch bleibt Heterogenität auch innerhalb der einzelnen Teile und sogar einzelner Nummern anzutreffen, was ein Licht auf den experimentellen Charakter der Komposition wirft.
Bei der Komposition von Israel in Egypt griff Händel, wie es damals seine übliche Praxis war, auf Musik seiner früheren Kompositionen zurück und bediente sich auch ausgiebig mittels der musikalischen Parodie an der Musik anderer Komponisten. Neben der kompletten Übernahme seines eigenen Anthems The ways of Zion do mourn sowie zwei seiner Klavierfugen, einem Chor aus dem Dixit Dominus und einer Arie aus einem seiner Chandos Anthems, sind besonders die Anleihen an Alessandro Stradellas Hochzeitsserenade Qual prodigio é ch‘io miri und einer Magnificat-Vertonung des Mailänders Don Dionigi Erba besonders mannigfach. Weitere Anregungen für seine Sätze in Israel in Egypt fand Händel bei Jean-Philippe Rameau, Johann Caspar Kerll, Francesco Antonio Urio, Nicolaus Adam Strungk und seinem ersten Lehrer aus Halle, Friedrich Wilhelm Zachow.

## Orchester
Zwei Traversflöten, zwei Oboen, zwei Fagotte, zwei Trompeten, drei Posaunen, Pauken, Streicher und Basso continuo (Violoncello, Laute, Cembalo, Orgel).

## Struktur des Oratoriums

### Erster Teil: The Lamentation of the Israelites for the death of Joseph.
| HWV | HHA |                                                                                |
| 1.  | 1.  | Symphony (Str, BC)                                                             |
| 2.  | 2.  | Chorus. (2 Ob, Fg, Str, BC) The sons of Israel do mourn                        |
|     | 3.  | Chorus. (2 Ob, Str, BC) How is the mighty fall’n                               |
|     | 4.  | Chorus. (2 Ob, Str, BC) He put on righteousness                                |
| 3.  | 5.  | Chorus. (2 Ob, Str, BC) When the ear heard Him                                 |
| 4.  | 6.  | Chorus. (2 Ob, Str, BC) How, how is the mighty fall’n!                         |
| 5.  | 7.  | Chorus. (2 Ob, Str, BC) He deliver’d the poor that cried                       |
| 6.  | 8.  | Chorus. (2 Ob, Str, BC) How, how is the mighty fall’n!                         |
| 7.  | 9.  | Chorus. (2 Ob, Str, BC) The righteous shall be had in everlasting rememberance |
| 8.  | 10. | Chorus. (2 Ob, Str, BC) Their bodies are buried in peace                       |
| 9.  | 11. | Chorus. (2 Ob, Str, BC) The people will tell of their wisdom                   |
| 10. | 12. | Chorus. (2 Ob, Str, BC) They shall receive a glorious kingdom                  |
| 11. | 13. | Chorus. (2 Ob, Str, BC) The merciful goodness of the Lord endureth for ever    |

### Zweiter Teil: Exodus.

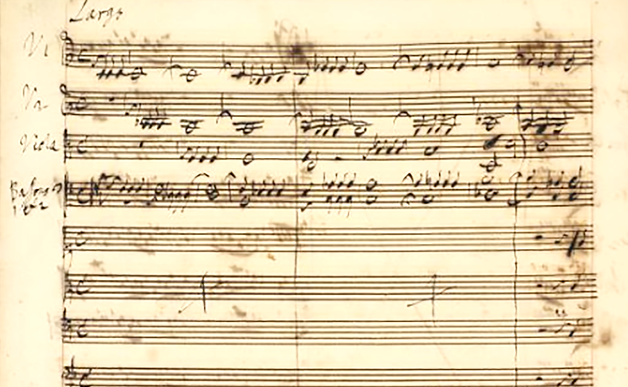
Autograph, Beginn von Nr. 6 He sent a thick darkness

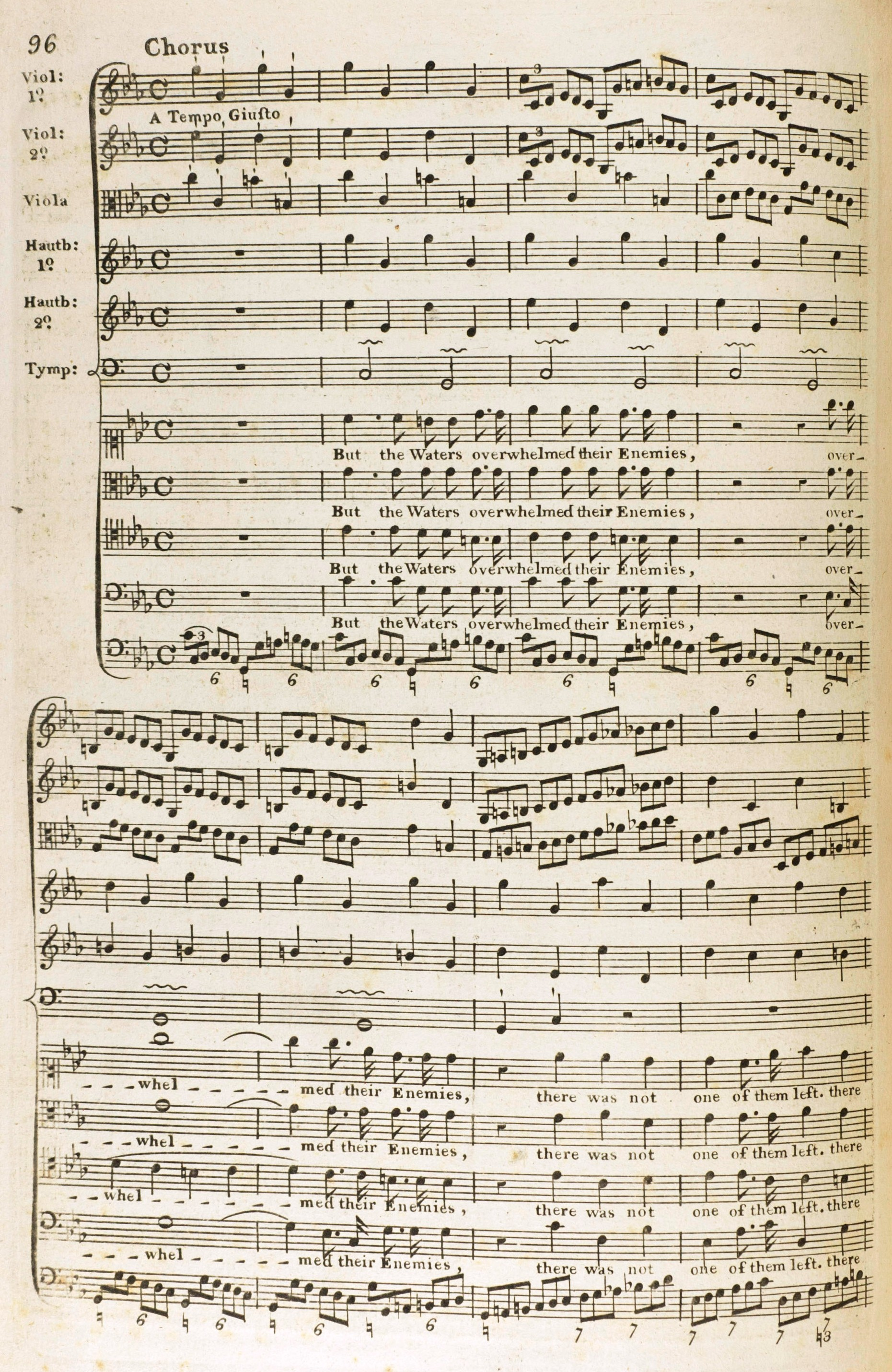
Beginn von Nr. 12 But the waters
Druck von William Randall, London 1771

| HWV | HHA |                                                                                  |
|     |     | Recitative. Tenor Now there arose a new King over Egypt                          |
| 1.  | 14. | Chorus. (2 Ob, Fg, Str, BC) And the children of Israel sigh’d                    |
|     |     | Recitative. Tenor Then sent He Moses, His servant                                |
| 2.  | 15. | Chorus. (Str, BC) They loathed to drink of the river                             |
| 3.  | 16. | Air. Alt. (2 Vl, BC) Their land brought forth frogs                              |
| 4.  | 17. | Chorus. (2 Ob, 2 Fg, 3 Pos, Str, BC) He spake the word                           |
| 5.  | 18. | Chorus. (2 Ob, 2 Fg, 2 Trp, 3 Pos, Pk, Str, BC) He gave them hailstones for rain |
| 6.  | 19. | Chorus. (2 Fg, Str, BC) He sent a thick darkness over all the land               |
| 7.  | 20. | Chorus. (2 Ob, 2 Fg, 3 Pos, Str, BC) He smote all the firstborn in Egypt         |
| 8.  | 21. | Chorus. (2 Fl, 2 Ob, 2 Fg, Str, BC) But as for His people                        |
| 9a. | 22. | Chorus. (2 Ob, 2 Fg, 3 Pos, Str, BC) Egypt was glad when they departed           |
| 10. | 23. | Chorus. (2 Ob, 2 Fg, Str, BC) He rebuked the Red Sea                             |
| 11. |     | Chorus. (2 Ob, Fg, Str, BC) He led them through the deep                         |
| 12. |     | Chorus. (2 Ob, Pk, Str, BC) But the waters overwhelmed their enemies             |
| 13. | 24. | Chorus. (2 Ob, 2 Fg, Str, BC) And Israel saw that great work that the Lord did   |
| 14. |     | Chorus. (2 Ob, Fg, Str, BC) And believed the Lord and his servant Moses          |

### Dritter Teil: Moses Song.
| HWV  | HHA |                                                                                              |
| 15.  | 25. | Chorus. (2 Ob, 2 Fg, 2 Trp, 3 Pos, Pk, Str, BC) Moses and the children of Israel             |
| 16.  | 26. | Duet. Sopran I & II (Str, BC) The Lord is my strength and my song                            |
| 17.  | 27. | Chorus. (2 Ob, Fg, 3 Pos, Str, BC) He is my God, and I will prepare him                      |
| 18.  | 28. | Duet. Bass I & II (2 Ob, Fg, Str, BC) The Lord is a man of war                               |
| 19.  | 29. | Chorus. (2 Ob, Fg, Str, BC) The depths have cover’d them                                     |
|      | 30. | Chorus. (2 Ob, Fg, 2 Trp, 3 Pos, Pk, Str, BC) Thy right hand, o Lord                         |
| 20.  | 31. | Chorus. (2 Ob, Str, BC) And with the blast of thy nostrils                                   |
| 21.  | 32. | Air. Tenor (Str, BC) The enemy said: Il will pursue                                          |
| 22.  | 33. | Air. Sopran. (2 Ob, Fg, Vla, Vc, Kb, BC) Thou didst blow                                     |
| 23.  | 34. | Chorus. (2 Ob, 2 Fg, Str, BC) Who is like unto Thee, oh Lord                                 |
| 24.  | 35. | Duet. Alt, Tenor (2 Vl, BC) Thou in thy mercy hast led forth thy people                      |
| 25a. | 36. | Chorus. (2 Ob, 2 Fg, Str, BC) The people shall hear                                          |
| 26.  | 37. | Air. Alt (2 Vl, BC) Thou shalt bring them in                                                 |
| 27.  | 38. | Chorus. (2 Ob, Fg, 2 Trp, 3 Pos, Pk, Str, BC) The Lord shall reign for ever and ever         |
|      |     | Recitative. Tenor For the horse of Pharaoh                                                   |
| 27.  | 38. | Chorus da capo. (2 Ob, Fg, 2 Trp, 3 Pos, Pk, Str, BC) The Lord shall reign for ever and ever |
|      |     | Recitative. Tenor And Miriam the prophetess                                                  |
| 28.  | 39. | Chorus. (2 Ob, Fg, 2 Trp, 3 Pos, Pk, Str, BC) Sing ye to the Lord                            |

## Erfolg und Kritik
“[…] the inimitable Author has done in such a manner as far to excel himself, if compar’d with any other of his masterly Compositions.”

„Der unnachahmliche Autor hat sich mit diesem Werk selbst übertroffen, wenn man es mit seinen anderen meisterhaften Kompositionen vergleicht.“

“But if you are inclined to drink more copious Draughts of this divine Art, look into, or rather hear, […] his Oratorio of Israel in Egypt; there you will find he has exerted every Power human Nature is capable of. In this truly sublime Composition, he has discovered an inex¬haustible Fund of Invention, the greatest Depth of Learning, and the most comprehensive Talent in expressing even inarticulate Nature, as well as things which are obvious to our Sense of Hearing only, by articulate Sounds; not to mention such an Assemblage of Vocal and Instrumental Parts, blended with such Purity and Propriety; which alone would render this Work infinitely superior to any Thing the whole musical World hath hitherto produced.”

„Wenn Sie jedoch Lust haben, noch mehr von dieser göttlichen Kunst zu genießen, dann hören Sie sich sein Oratorium Israel in Egypt an. Dann werden Sie feststellen, dass er hier alle Kräfte, zu denen die menschliche Natur fähig ist, ausgeschöpft hat. In dieser wirklich großartigen Komposition steckt eine unerschöpfliche Menge an Einfällen, feinste Kompositionstechnik und ein umfassendes Talent, selbst unaussprechliche Naturphänomene sowie Dinge, die man nur hören kann, durch artikulierte Klänge zum Ausdruck zu bringen. Ganz zu schweigen von dieser Vielchörigkeit der Gesangs- und Instrumentalstimmen, die mit solcher Reinheit und Genauigkeit miteinander verschmolzen sind, dass dies allein schon dieses Werk unendlich überlegen gegenüber allem macht, was die gesamte Musikwelt bisher hervorgebracht hat.“

## Fälschung
Für die Aufführungen des Oratoriums um 1900 in Berlin mit seinem Philharmonischen Chor und unter seiner Leitung hat Siegfried Ochs in Anlehnung an das sogenannte „Largo“ aus Händels Oper Serse ein Arioso Dank sei Dir, Herr für Alt mit Instrumentalbegleitung als Einschub komponiert und als dessen Komposition ausgegeben.

## Diskografie (Auswahl)

### Vollständige Fassung (1739)
- Erato 2292-45399-2 (1978): Norma Burrowes, Jean Knibbs, Marilyn Troth, Daryl Greene, Elizabeth Priday, (Sopran), Charles Brett, Christopher Royal, Ashley Stafford, Brian Gordon, Julian Clarkson (Altus), Martyn Hill, Paul Elliot, William Kendall (Tenor), Stephen Varcoe, Charles Steward (Bass)
Monteverdi Chorus, Monteverdi Orchestra; Dir. John Eliot Gardiner (138 min)
- Virgin Classics 5621182 (1989): Nancy Argenta, Emily Van Evera (Sopran), Timothy Wilson (Altus), Anthony Rolfe-Johnson (Tenor), David Thomas, Jeremy White (Bass)
Taverner Players & Choir; Dir. Andrew Parrott (136 min)
- Regis RRC 2012 (1993): Nicola Jenkin, Sally Dunkley (Sopran), Caroline Trevor (Mezzosopran), Neil MacKenzie (Tenor), Robert Evans, Simon Birchall (Bass)
The Sixteen Choir & Orchestra; Dir. Harry Christophers (142 min)
- Decca 452 295-2 (1995): Susan Gritton, Libby Crabtree (Sopran), Michael Chance, Robert Ogden (Altus), Ian Bostridge (Tenor), Stephen Varcoe, Henry Herford (Bass)
Choir of King’s College (Cambridge), The Brandenburg Consort; Dir. Stephen Cleobury (126 min)
- Brilliant Classics 93131 (2006): Susanne Cornelius, Antonia Bouervé (Sopran), Tim Mead (Altus), Bernhard Berchtold (Tenor), Mika Kares, Klemens Sander (Bass)
Chamber Choir of Europe, Deutsche Händel-Solisten; Dir. Anthony Bramall (109 min, live)
- Naxos 8570966-67 (2008): Laura Albino, Jennie Such, Eve Rachel McLeod (Sopran), Peter Mahon (Altus), Jennifer Enns Modolo (Alt), Nils Brown, Bud Roach (Tenor), Sean Watson, Jason Nedecky (Bass)
Aradia Ensemble; Dir. Kevin Mallon (118 min, live)
- Carus CAR83423 (2008): Antonia Bouervé, Cornelia Winter (Sopran), Michael Hofmeister (Altus), Jan Kobow (Tenor), Konstantin Wolff, Markus Flaig (Bass)
Vocalensemble Rastatt, Les Favorites; Dir. Holger Speck (119 min, live)
- BR Klassik 900501 (2010): Rosemary Joshua, Atsuko Suzuki (Sopran), Gerhild Romberger (Alt), Kobie van Rensburg (Tenor), Simon Pauly, Thomas Hamberger (Bass)
Chor des Bayerischen Rundfunks, Concerto Köln; Dir. Peter Dijkstra (105 min, live)
- Musica Omnia MO-0404 (2010): Jolle Greenleaf, Melanie Scafide Russell, Molly Quinn, Sherezade Panthaki (Sopran), Melissa Attebury (Alt), Luthien Brackett, John Bohl (Altus), Stephen Sands, Matthew Hensrud, Daniel Mutlu (Tenor), Jonathan Woody, Charles Wesley Evans (Bass)
Trinity Wall Street Choir, Trinity Baroque Orchestra; Dir. Julian Wachner (108 min, live)
- Etcetera KTC1517 (2014): Julia Doyle, Maria Valdmaa (Sopran), David Allsopp (Altus), James Gilchrist (Tenor), Roderick Williams, Peter Harvey (Bass)
Nederlands Kamerkoor, Le Concert Lorrain; Dir. Roy Goodman (128 min, live)

### Zweiteilige Fassung (nach Händels Tod)
- Handel Society HDL 1 (1950): Elsie Morison, Margherita Kalmis (Sopran), Marjorie Thomas (Mezzosopran), Richard Lewis (Tenor), Donald Lea, Stanley Riley (Bass)
Choir and Orchestra of the Handel Society; Dir. Walter Goehr (98 min)
- Le Chant du Monde LDX-S 8032-33 (1953): Irmgard Bialas, Jutta Welting (Sopran), Ebba Münzing (Mezzosopran), Wilhelm Horst (Tenor), Gerhard Räker, Herbert Rungenhagen, (Bass)
Solistenvereinigung und Großer Chor des Berliner Rundfunks, Berliner Rundfunk-Sinfonie-Orchester; Dir. Helmut Koch (deutsch)
- Vox PL 11642 (1959): Miriam Burton (Sopran), Betty Allen (Mezzosopran), László Csabay (Tenor)
Dessoff Choirs, Symphony of the Air; Dir. Paul Boepple (88 min)
- Archiv Produktion 2708 020 (1970): Heather Harper, Patricia Clark (Sopran), Paul Esswood (Altus), Alexander Young (Tenor), Christopher Keyte, Michael Rippon (Bass)
Leeds Festival Chorus, English Chamber Orchestra; Dir. Charles Mackerras (98 min)
- Guilde SMS 2.797/98 (1972): Patricia McMahon, Rachel Rough (Sopran), Linda Finnie (Mezzosopran), Neil Mackie (Tenor), Peter Morrison, Stephen Roberts (Bass)
Scottish National Orchestra Chorus, Jerusalem Symphony Orchestra; Dir. John Currie
- Decca 421 602-2 (1975): Elizabeth Gale, Lillian Watson (Sopran), James Bowman (Altus), Ian Partridge (Tenor), Tom McDonnell, Alan Watt (Bass)
Chorus of the Christ Church Cathedral Oxford, English Chamber Orchestra; Dir. Simon Preston (102 min)
- Berlin Classics 0090062BC (1981): Carola Nossek, Petra-Ines Strate (Sopran), Rosemarie Lang (Alt), Martin Christian Vogel (Tenor), Siegfried Lorenz, Gothart Stier (Bass)
Rundfunkchor Leipzig, Rundfunk-Sinfonieorchester Leipzig; Dir. Wolf-Dieter Hauschild (96 min, deutsch)
- Philips 432 110-2 (1990): Donna Dean, Ruth Holton, Elizabeth Priday (Sopran), Michael Chance, Patrick Collin, Jonathan Peter Kelly, Ashley Stafford (Altus), Nicholas Robertson, Philip Salmon, Paul Tindall, Andrew Tusa (Tenor), Julian Clarkson, Christopher Purves (Bass)
Monteverdi Choir, English Baroque Soloists; Dir. John Eliot Gardiner (87 min)
- Thorofon DCTH 2421/2 (1991): Mechthild Bach, Sabine Passow (Sopran), René Jacobs (Altus), Matthias Bleidorn (Tenor), Gotthold Schwarz, Peter Sefcik (Bass)
Knabenchor Hannover, Capella Agostino Steffani; Dir. Heinz Hennig (84 min, live)
- Eloquentia EL1022 (2010): Julia Doyle, Martene Grimson (Sopran), Robin Blaze (Altus), James Oxley (Tenor), Peter Harvey, Stephan MacLeod (Bass)
Arsys Bourgogne, Concerto Köln; Dir. Pierre Cao (87 min, live)

### Fassung 1756 (London)
- Musica Omnia MO-0404 (2010): Jolle Greenleaf, Melanie Scafide Russell, Molly Quinn, Sherezade Panthaki (Sopran), Melissa Attebury (Alt), Luthien Brackett, John Bohl (Altus), Stephen Sands, Matthew Hensrud, Daniel Mutlu (Tenor), Jonathan Woody, Charles Wesley Evans (Bass)
Trinity Wall Street Choir, Trinity Baroque Orchestra; Dir. Julian Wachner (105 min, live)

### Fassung von Felix Mendelssohn Bartholdy (Düsseldorf, 1833)
- Vivat VIVAT111 (2016): Lydia Teuscher, Julia Doyle (Sopran), Hillary Summers (Alt), Benjamin Hulett (Tenor), Roderick Williams (Bass)
Choir of The King’s Consort, The King’s Consort; Dir. Robert King (82 min, deutsch)
- CPO 777222-2 (2009): Monika Frimmer, Veronika Winter (Sopran), Heike Grötzinger (Alt), Hans Jörg Mammel (Tenor), Ekkehard Abele, Gregor Finke (Bass)
Rheinische Kantorei, Das Kleine Konzert; Dir. Hermann Max (83 min, deutsch)